# Nissan South Africa
Nissan South Africa Pty Ltd ist ein Automobilhersteller aus Rosslyn in Südafrika und Tochtergesellschaft von Nissan.

## Geschichte
In den 1960er Jahren importierten die Brüder Thys und Andries Bekker den ersten Datsun 1000 Pick-up nach Südafrika.
Im Jahr 1965 begann die Montage von Datsun-Automobilen bei Motor Assemblies. Der Datsun 1200 war 1966 der erste japanische Personenkraftwagen, der in Südafrika montiert wurde. Andere Quellen nennen dafür das Jahr 1959.

### Rosslyn Motor Assemblers
Nachdem das Montagewerk Motor Assemblies, in dem Modelle verschiedener Marken produziert worden waren, Ende 1964 von Toyota übernommen wurde, kam es zur Gründung der Rosslyn Motor Assemblers Ltd. und zum Bau eines Montagewerks vornehmlich für Datsun-Modelle in Rosslyn. Dieses 1966 eröffnete Werk war zunächst ein freies Montagewerk für den südafrikanischen Markt, da die Gebrüder Bekker die Nissan-Konzession an das Bergbauunternehmen Messina Transvaal übertrugen, das an einer stärkeren Diversifizierung der Montage interessiert war. Andere Quellen nennen das Jahr 1965 als Eröffnungsjahr.

### Weitere Umbenennungen
Das Unternehmen wurde 1973 in Datsun Nissan South Africa Ltd. umbenannt und konzentrierte sich laut einer Quelle auf die alleinige Produktion von Nissan-Produkten, die aber unter der Marke Datsun verkauft wurden. Zehn Jahre später (1983) wurde der Name des Unternehmens zu Nissan SA geändert.

### Automakers SA
Mit dem Produktionsbeginn des Fiat Uno 1988 wurde eine neue Muttergesellschaft namens Automakers SA Ltd. gegründet. Dieses Unternehmen hatte seinen Sitz in Sandton. In einer Quelle wird dieses Unternehmen auch als Nissan Automakers SA bezeichnet.
Im Jahr 2000 (oder bereits 1997) erwarb Nissan eine Beteiligung von 37 % an Automakers SA Ltd. Ein Jahr später wurde der Name in Nissan South Africa Pty. Ltd. geändert.
Im Werk Rosslyn sind rund 2000 Mitarbeiter beschäftigt.

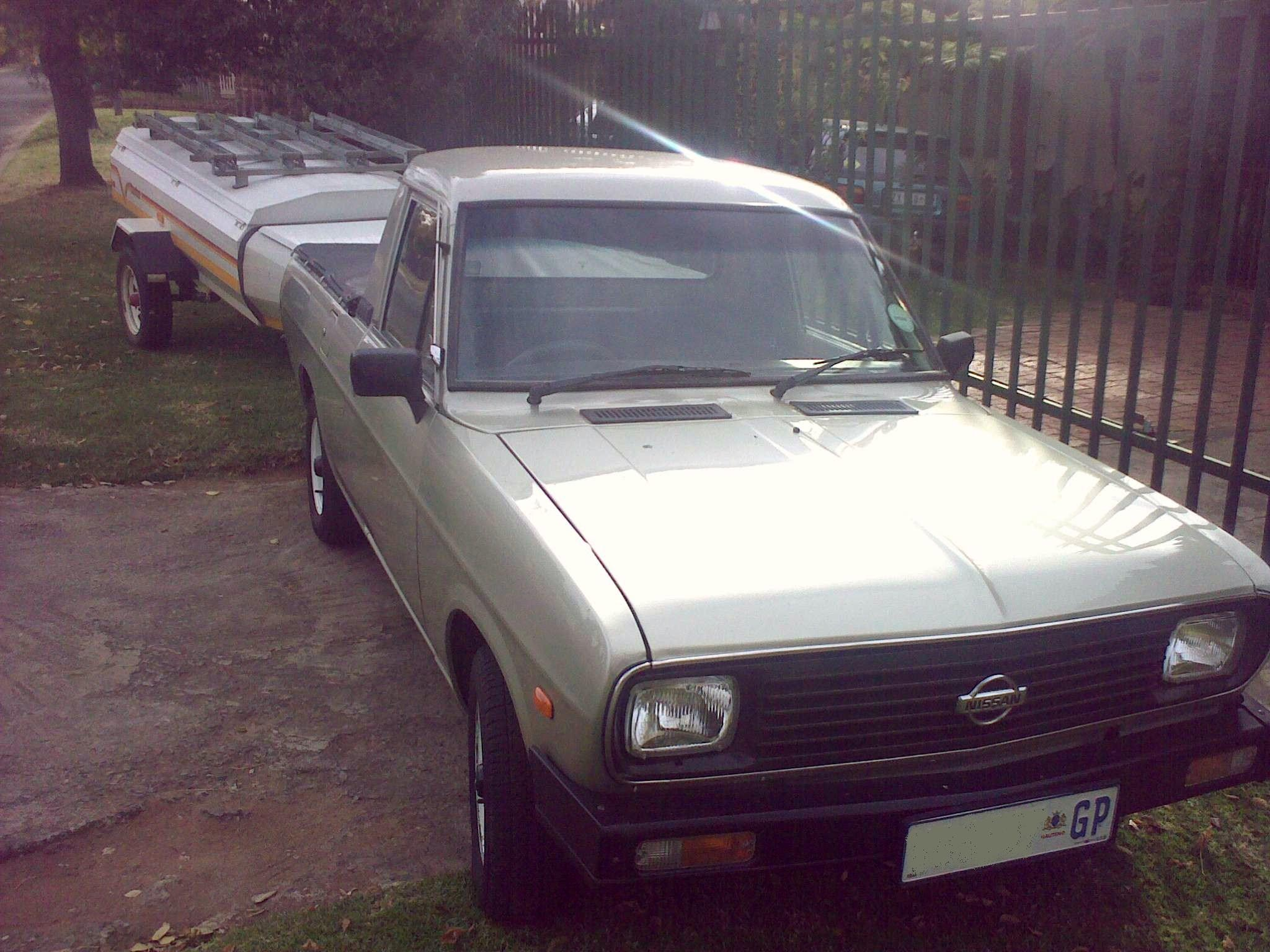
Nissan 1400

## Modelle
Neben Datsun-Modellen wurden hier von 1967 bis 1973 für Alfa Romeo South Africa Fahrzeuge der Marke Alfa Romeo hergestellt. Hinzu kamen Rambler-Fahrzeuge (Januar 1968 bis 1969) und Renault-Modelle (ab 1968). In den nächsten Jahren wurde die Produktpalette um Fahrzeuge der Marken Peugeot und Citroën ergänzt.
Von 1971 bis 2008 wurde zudem ausschließlich in Südafrika das Pick-up-Modell Nissan 1400 (anfangs als Datsun 1200, dann als Datsun 120Y bzw. 1400) gebaut. Insgesamt wurden rund 275.000 Exemplare des Nissan 1400 verkauft. Weitere Modelle, die nur in Südafrika hergestellt wurden, waren der Datsun 140Z (Mitte der 1970er) sowie der Datsun 160Z (1978–1980).
Von 1990 (oder 1988) bis 2005 wurde der Fiat Uno hergestellt. Als Produktionsende wird auch 2004 angegeben. Weitere von Nissan South Africa produzierte Fiat-Modelle sind bzw. waren der Fiat Palio (seit 1999), der Fiat Siena (seit 2000) und der Fiat Strada (seit 2005). Die Montagevereinbarung mit Fiat sollte 2008 auslaufen.

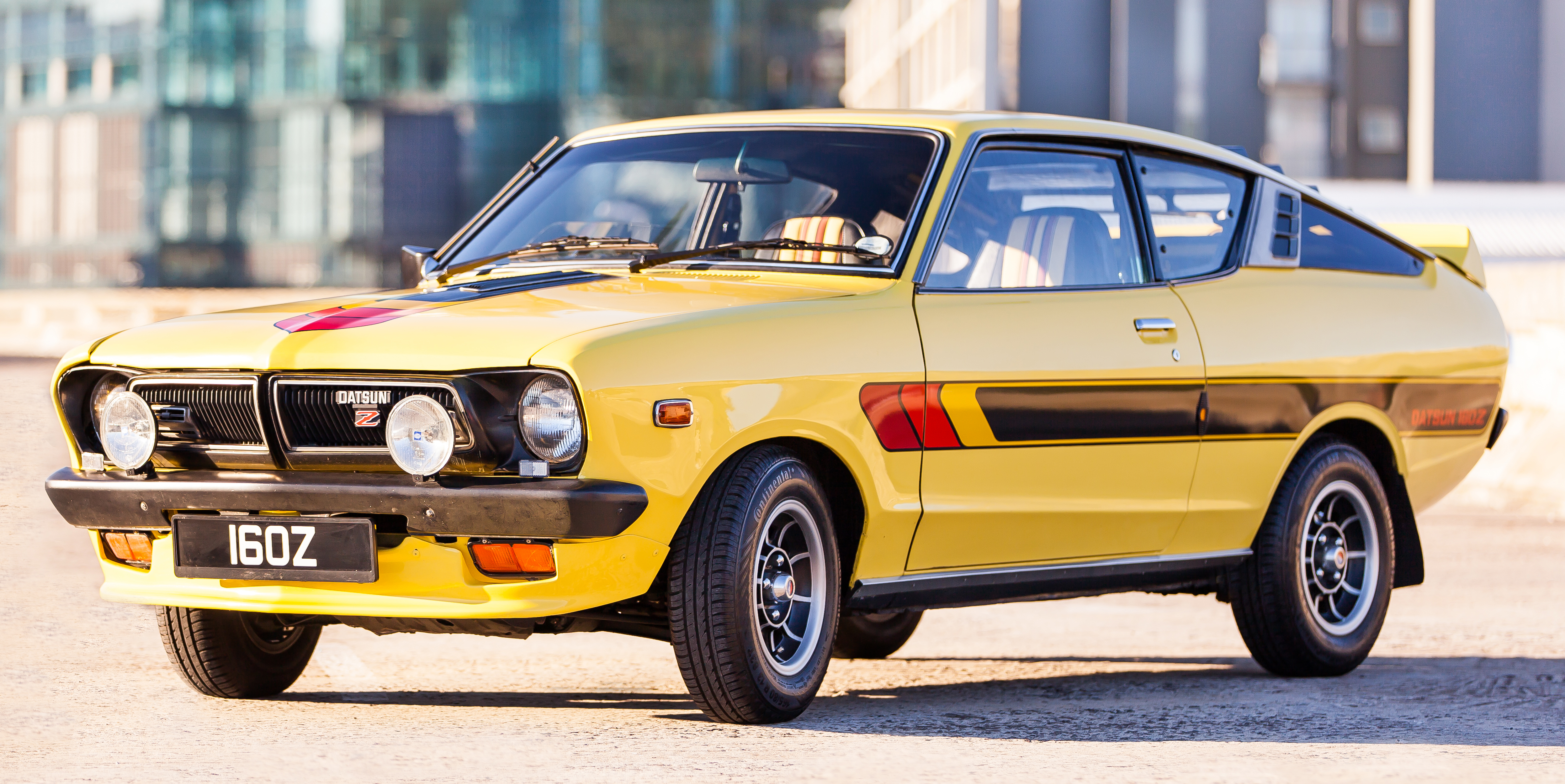
Datsun 160Z

Ende der 1990er Jahre begann die Produktion des Nissan Primera.
Derzeit gebaut werden die Pick-up-Modelle NP200 und NP300 sowie der Nissan Livina und der Sandero des Alliance-Partners Renault.
In den Jahren 1976 bis 1978 (oder 1976 und 1978) war Nissan mit seiner Marke Datsun führender Anbieter in Südafrika. Nissan hatte 2014 in Subsahara-Afrika (Südafrika ausgenommen) den zweitgrößten Marktanteil.